# Pagaronia jirisana
Pagaronia jirisana är en insektsart som beskrevs av Kae Kyoung Kwon 1981. Pagaronia jirisana ingår i släktet Pagaronia och familjen dvärgstritar. Inga underarter finns listade i Catalogue of Life.